# Discover (album)
Discover is het eerste muziekalbum van de uit Den Haag komende rockband DI-RECT. Het album werd uitgebracht in 2001. Op 1 december dat jaar kwam het album binnen in de Album Top 100. De hoogste positie die het album binnen deze top wist te bereiken was de 14e.

## Nummers
| 1.                 | Just the Way I Do             |                | 3:40 |
| 2.                 | Discover                      |                | 4:33 |
| 3.                 | Confidence                    |                | 3:10 |
| 4.                 | Free (To Change The World)    |                | 3:21 |
| 5.                 | Inside my head                |                | 3:24 |
| 6.                 | Revenge                       |                | 4:15 |
| 7.                 | My generation (The Who cover) | Pete Townshend | 2:48 |
| 8.                 | Free rider                    |                | 2:58 |
| 9.                 | I can't                       |                | 4:22 |
| 10.                | Get away                      |                | 3:55 |
| 11.                | On the farm                   |                | 2:35 |
| Totale duur: 39:04 |                               |                |      |